# Yakety Yak
Singles de The Coasters
Gee, Golly
(1958) The Shadow Knows
(1958)
Yakety Yak est une chanson écrite par Jerry Leiber et Mike Stoller et initialement enregistrée en 1958 par le groupe vocal The Coasters.
Publiée sur le label Atco Records, leur version atteint la 1re place des palmarès Hot 100 et Rhythm & Blues Records du magazine Billboard, et la 12e place au Royaume-Uni.
Inscrit au Grammy Hall of Fame en 1999, ce titre fait partie des « 500 chansons qui ont façonné le rock 'n' roll » (500 Songs that Shaped Rock and Roll) du Rock and Roll Hall of Fame.

## La chanson
Yakety Yak est une « playlet » (« saynète »), un mot que Mike Stoller emploie pour qualifier les aperçus de la vie adolescente qui caractérisent les compositions du Leiber et Stoller. Ici, les paroles décrivent la liste des tâches ménagères confiées à un adolescent, la réponse de cet adolescent (« yakety yak ») et la réplique des parents (« ne répond pas »). Leiber explique que les Coasters « décrivent la vision d'un enfant blanc sur l'idée qu'une personne noire se fait de la société blanche ».
Ces saynètes, mi-sérieuse/mi-comiques, sont interprétées dans un style clownesque et sarcastique par les Coasters, appuyé par le saxophone ténor de King Curtis, dans un style doo-wop up-tempo.
Pour ne pas avoir sorti les poubelles et balayé le sol, les parents menacent leur ado de la punition suivante : You ain't gonna rock and roll no more (« Tu ne feras plus rock and roll »).

### Personnel
| The Coasters - Carl Gardner : chant (ténor) - Cornell Gunter : chant - Billy « Bip » Guy : chant (baryton) - Bobby Nunn : chant (basse) - Adolph Jacobs : guitare | Musiciens additionnels - Mike Stoller : piano - King Curtis : saxophone - Alan Hanlon : guitare acoustique - George Barnes : guitare, banjo, guitare basse (6 cordes) - Wendell Marshall ou Lloyd Trotman : contrebasse - Joe Marshall : batterie - Chino Pozo : congas |

### Classement dans les charts
| Palmarès (1959)                     | Meilleure position |
| ----------------------------------- | ------------------ |
| États-Unis - Billboard Hot 100      | 1                  |
| États-Unis - Rhythm & Blues Records | 1                  |
| France                              | 154                |
| Royaume-Uni - UK Singles Chart      | 12                 |

## Autres versions

### Reprises
La chanson est enregistrée par un grand nombre d'artistes,,, dont :
- Tompal and The Glasers en single (juillet 1958)
- Paul Rich en single (août 1958)
- le batteur Panama Francis en version instrumentale sur son album Exploding Drums (1962)
- Sandy Nelson sur l'album The Best of the Beats (1963)
- Wanda Jackson sur son album Two Sides of Wanda (1964)
- Brian Poole and The Tremeloes sur l'EP du même nom (1964)
- The Fourmost sur l'album First and Fourmost (1965)
- Sam the Sham and the Pharaohs sur Ten of Pentacles (1967)
- Ray Stevens sur l'album Gitarzan et en face B du single Along Came Jones, une autre chanson des Coasters (1969)
- Lee Perry & The Upsetters en version reggae (1969)
- The Pipkins sur l'album Gimme Dat Ding! (1970)
- Sha Na Na dans un medley avec Jailhouse Rock sur le single Only One Song (1971)
- Shakin' Stevens and The Sunsets sur l'album Rockin' and Shakin' (1972)
- Desmond Dekker dans une version ska, sur l'album Double Dekker (1973)
- Bloodstone sur la bande originale du film Train Ride to Hollywood (1975)
- Bad Manners sur la bande originale du film Party Party (1982)
- Patti LaBelle dans un medley lors d'un concert à Los Angeles (1986)
- Phantom Planet sur la bande originale du film Mumford (1999)
- Chuck Berry en concert au Blueberry Hill à  Saint-Louis (Missouri) (2010)
- Paul McCartney en concert au Yankee Stadium à New York (2011)

En 1991, le groupe Big Daddy fait un mashup mélangeant la musique de Yakety Yak avec les paroles de Help Me Make It Through the Night de Kris Kristofferson, sur l'album Cutting Their Own Groove.

### Adaptations et autres utilisations
La chanson est traduite en français une première fois par le duo canadien Les Jérolas, sous le titre Yakety Yak (Rouspèt' pas), avec des paroles signées Pierre Petel, et sortie en 1959 sur la face B du single De toi je veux. Le groupe Au Bonheur des dames adapte la chanson en 1973 pour son album Twist. Les paroles sont écrites par Eddick Ritchell.
Le groupe mexicain Los Rebeldes del Rock enregistre un version en espagnol en 1961. On compte également des adaptations en allemand, italien, suédois, finnois, norvégien, etc.
La partie rythmique inspire le  saxophoniste Boots Randolph pour le morceau instrumental Yakety Sax en 1963.
Les rappeurs de 2 Live Crew détournent la chanson en 1988 pour la bande originale du film Jumeaux avec Arnold Schwarzenegger et Danny DeVito. Dans ce film, le personnage d'Arnold Schwarzenegger chante les paroles de la chanson dans la scène de l'avion.
Ice Cube utilise un sample de Yakety Yak dans la chanson-titre du film Friday en 1995.

## Utilisation et références dans les médias

### Films et séries
- Au cinéma, la chanson des Coasters figure dans les films Stand by Me (1986), Vacances très mouvementées (1988), Always de Steven Spielberg (1989) et André, mon meilleur copain de George Miller (1994), entre autres[17].
- On peut l'entendre dans le premier épisode de la série WandaVision diffusée sur Disney+ (2021).

### Autres
- La version 16.10 de la distribution Linux Ubuntu s'appelle Yakkety Yak (avec deux k)[18].
- Le générique du dessin-animé Yakkity Yak est une version modifiée de cette chanson.